# Dawit Hambarzumjan
Dawit Hambarzumjan (armenisch Դավիթ Համբարծումյան; * 24. Juni 1956 in Kapan; † 11. Januar 1992 in Jerewan) war ein sowjetisch-armenischer Wasserspringer, der im 10-m-Turmspringen startete. Er nahm an drei aufeinanderfolgenden Olympischen Spielen teil und gewann eine Bronzemedaille, zudem errang er zwei Europameistertitel.
Hambarzumjan kam mit neun Jahren zum Wasserspringen und startete für den Verein Dynamo Jerewan. Mit 16 Jahren nahm er in München an den Olympischen Spielen 1972 teil und wurde Fünfter vom 10-m-Turm. Bei der Weltmeisterschaft 1973 in Belgrad und 1975 in Cali wurde er vom Turm jeweils Siebter. In Montreal nahm Hambarzumjan an den Olympischen Spielen 1976 teil. Er erreichte vom Turm erneut das Finale und wurde Siebter. Im Jahr 1977 gewann Hambarzumjan bei der Europameisterschaft in Jönköping mit Silber seine erste internationale Medaille. Seinen sportlich größten Erfolg feierte er bei den Olympischen Spielen 1980 in Moskau, wo er hinter Falk Hoffmann und Wladimir Alejnik die Bronzemedaille gewinnen konnte. Erfolgreich war Hambarzumjan auch bei der Europameisterschaft 1981 in Split und 1983 in Rom, wo er vom 10-m-Turm jeweils den Titel erringen konnte. Durch den Olympiaboykott der sowjetischen Mannschaft verpasste er die Olympischen Spiele 1984. Im gleichen Jahr beendete er seine aktive Karriere. Insgesamt konnte Hambarzumjan in seiner Karriere 15 nationale Titel erringen.
Nach seinem Tod im Jahr 1992 wurde das armenische Nachwuchszentrum für Wasserspringer in Jerewan nach Hambarzumjan benannt.